# تلفاز ذكي

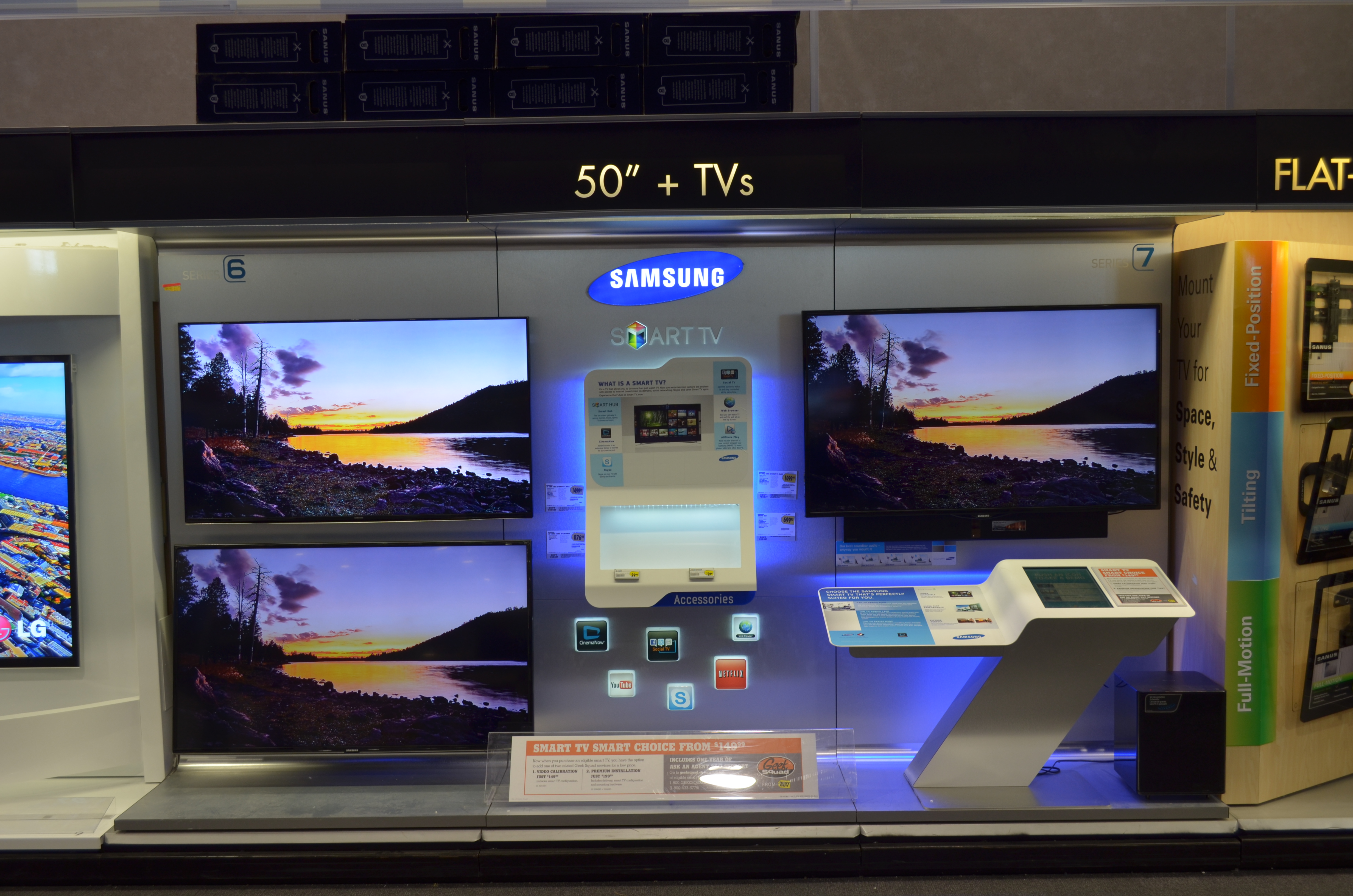
تلفزيونات ذكية

التلفاز الذكي (بالإنجليزية: Smart TV)‏ وهو تقنية جديدة تتيح مشاهدة التلفاز وتصفح الإنترنت في آن واحد. لا يجب الخلط بينه وبين التلفزيون عبر الانترنت.
أعلنت العديد من شركات الإلكترونيات عن إنتاجه منها شركة سامسونج التي قالت بأن هذا هو الجيل القادم للتلفاز، فتستطيع تصفح الإنترنت والقنوات وتحميل التطبيقات ودعم لتعدد المهام والاستجابة للأوامر الصوتية والتحكم بالتلفاز بواسطة حركات اليد.

## لمحة عامة
ظهرت أجهزة التلفاز «الذكية» لأول مرة في أوائل الثمانينيات في اليابان. حيث إن إضافة شريحة LSI مع الذاكرة ومولد الأحرف إلى جهاز استقبال التلفزيون مكّنت المشاهدين اليابانيين من الحصول على مزيج من البرامج التلفزيونية والمعلومات المرسلة عبر الخطوط الاحتياطية لإشارة البث التلفزيوني. أدى الإقبال الواسع على التلفزيون الرقمي في أواخر العقد 2000 وأوائل العقد 2010 إلى حدوث تطور كبير في أجهزة التلفزيون الذكية. حيث أعلنت كبرى شركات تصنيع أجهزة التلفاز في منتصف عام 2015 إنتاج أجهزة التلفاز الذكية حصراً لإصدارات أجهزة التلفزيون المتوسطة والراقية.

## انتقادات
وجهت بعض الانتقادات لهذا التلفاز بعد أن تم اكتشاف ثغرة برمجية فيه يمكن اختراقها لمراقبة المشاهد بواسطة الكاميرا المرفقة في الجهاز.ولكن الشركات قامت بحل هذه الثغرة ووضع نوع من الحماية للبرامج.